# Castelnau-d'Arbieu
Castelnau-d'Arbieu é uma comuna francesa na região administrativa de Occitânia, no departamento de Gers. Estende-se por uma área de 16,34 km². Em 2010 a comuna tinha 241 habitantes (densidade: 14,7 hab./km²).